# 愛西市立市江小学校
愛西市立市江小学校（あいさいしりつ いちえしょうがっこう）は、愛知県愛西市東條町にある公立小学校。

## 概要
- 校区は西保町、東保町、西條町、東條町、本部田町（本東、宮ノ切、本西、狭場、鴨田、三反田）であり、公立中学校の進学先は愛西市立佐屋中学校である[1]。
- 旧・海部郡佐屋町の小学校であった。

## 沿革
佐屋小学校の開校年は1907年（明治40年）である。これは東條尋常小学校と西保尋常小学校を統合し、市江尋常小学校となった年である。ここではそれ以前についても記述する。
- 1873年（明治6年）
  - 7月 - 東条村に苔思学校が開校する。東条村、西条村、本部田村の児童が通学する。
  - 12月 - 西保村に博愛学校が開校する。西保村、東保村の児童が通学する。法光寺 [注釈 1]を仮校舎とする。
- 1875年（明治8年）4月 - 博愛学校が西保学校に改称する。
- 1876年（明治9年）4月 - 苔思学校が東條学校に改称する。
- 1878年（明治11年）12月 - 西保学校が校舎を新築し、移転する。
- 1884年（明治17年） - 西保学校が校舎を新築する。
- 1886年（明治19年） - 東條学校が校舎を新築し、移転する。
- 1887年（明治20年） - 西保学校が尋常小学西保学校、東條学校が尋常小学東條学校に改称する。
- 1889年（明治22年）10月1日 -
  - 荷ノ上村、五ノ三村、西保村、東保村が合併し、市腋村発足。
  - 東条村、西条村、本部田村、楽平村が合併し、東市江村が発足。
- 1891年（明治24年）10月28日 - 濃尾地震により、尋常小学西保学校の校舎が倒壊する。法光寺を仮校舎とする。
- 1892年（明治25年）6月 - 市腋村と東市江村で組合を設立。尋常小学西保学校は市腋村東市江村組合立西保尋常小学校に改称する。
- 1893年（明治26年）
  - 4月 - 尋常小学東條学校が東市江村東條尋常小学校に改称する。
  - 8月 - 市腋村東市江村組合立西保尋常小学校が校舎を新築し、移転する。
- 1901年（明治34年）
  - 4月 - 市腋村に海西郡15ヶ村組合立中部高等小学校が開校する。
  - 7月 - 海西郡15ヶ村組合立中部高等小学校が市腋村東市江村川治村立和村組合立中部高等小学校に改称する。
- 1906年（明治39年）7月1日 - 市腋村の一部（西保・東保）、東市江村、十四山村の一部（佐古木新田・又八新田）が合併し、市江村が発足。
- 1907年（明治40年） - 西保尋常小学校と東條尋常小学校を統合し、市江尋常小学校となる。
- 1911年（明治44年） - 中部高等小学校が廃校となる。市江尋常小学校に高等科を設置し、市江尋常高等小学校に改称する。
- 1912年（明治45年）3月 - 校舎を新築し、移転する。
- 1941年（昭和16年）4月1日 - 市江国民学校に改称する。
- 1947年（昭和22年）4月1日 - 市江村立市江小学校に改称する。
- 1955年（昭和30年）4月1日 - 佐屋村と市江村（西保、東保、西条、東条、本部田）が合併し町制施行。佐屋町となる。同時に佐屋町立市江小学校に改称する。
- 1976年（昭和51年） - 現在地に新校舎が完成し、移転する。
- 2005年（平成17年）4月1日 - 佐織町、佐屋町、立田村、八開村が合併し、愛西市が発足。同時に愛西市立市江小学校に改称する。

## 交通アクセス
- 名鉄尾西線佐屋駅下車、徒歩約20分。

## 周辺施設
- 愛知県立佐屋高等学校
- 市江保育園